# Francis Merlant
Pour les articles homonymes, voir Merlant.
François Claude Merlant, dit Francis Merlant, né le 17 mai 1863 à Nantes où il est mort le 16 juin 1938, est un industriel et homme politique français de droite, député de la Loire-Inférieure de 1924 à 1936.

## Biographie
Fils et petit-fils d'un tanneur négociant-fabricant de cuirs, François Claude Merlant est d'abord négociant, puis industriel. Adjoint au maire de Nantes depuis 1896, il entame une carrière politique nationale en 1924,.
Lors des élections législatives de 1924, il conduit la liste d'Union nationale républicaine qui se rattache à la majorité sortante du Bloc national. Il est élu avec 23 095 voix sur 72 773 en même temps qu'Aristide Briand (32 565 voix). Francis Merlant est réélu lors des élections au scrutin uninominal d'arrondissement de 1928 et 1932. À chaque fois, il est opposé au socialiste Ernest Dalby, qu'il bat au premier tour en 1928 avec 10 384 voix contre 4 950, et au second tour en 1932 avec 9 870 voix contre 9 526. Finalement il est battu au second tour des élections législatives de 1936 par le candidat du Front populaire, Auguste Pageot (SFIO), conseiller général et maire de Nantes par 11 859 contre 10 079.
Au cours de ses trois législatures, Francis Merlant est actif au sein du groupe de l'Union républicaine et démocratique, principale formation de la droite conservatrice française. Il est membre de la commission du commerce et de l'industrie et de la commission de l'enseignement et des beaux-arts. De 1928 à 1932, il fait aussi partie de la commission de l'aéronautique. Il s'oppose à la politique étrangère menée par Aristide Briand, préconise une plus grande fermeté envers l'Allemagne et pointe du doigt les défauts de la Société des Nations. En politique intérieure, il promeut l'entente entre les classes sociales, une politique familiale et nataliste et une politique fiscale visant à « plus d'équité dans la répartition de l'impôt ». Il s'implique fortement dans le développement de l'enseignement technique, affirmant par exemple lors du débat sur le budget en 1926, que « le budget de l’enseignement technique n’est plus un budget ordinaire, mais qu’il a aujourd’hui un caractère tout à fait spécial. Il n’est pas alimenté par des impôts prélevés sur la collectivité des citoyens de la nation, mais par une taxe spécifique frappant les industriels, les commerçants et les employés ».
Quelques projets législatifs auxquels Francis Merlant a participé :
- Projet de loi autorisant la ratification de la convention tendant à limiter à huit heures par jour et quarante-huit heures par semaine la durée du travail dans les établissements industriels (convention élaborée par la Conférence internationale du travail à Washington) ;
- Projet de loi sur l'organisation de la Nation en temps de guerre ;
- Proposition de loi d'André Marie relative à l'organisation de l'enseignement technique, industriel et commercial ;
- Proposition de loi autorisant les chambres de commerce à créer des aérodromes et des aérogares publics.

Officier de la Légion d'honneur, officier de l'Instruction publique et chevalier de l'ordre du mérite agricole, il est président de la Société académique de Nantes et de Loire-Atlantique en 1901 et de la Chambre de commerce de Nantes de 1934 à 1939, vice-président du conseil d'administration de l'École supérieure de commerce de Nantes et du comité départemental de l'Enseignement technique, membre du conseil supérieur de l'enseignement technique.
En 1888, il épouse Jeanne Loiseau, tertiaire franciscaine et fille d'un exploitant agricole. Ils sont les parents de :
- Jeanne Marie Merlant (1890-1978), religieuse, supérieure des Petites Sœurs de l'Assomption
- Francis Merlant (1891-1988), industriel, directeur de la Société anonyme de conserveries Amieux, marié à Madeleine Landrieu (fille de Gustave Landrieu et arrière petite-fille de Maurice-Étienne Amieux)
- André Merlant (1894-1935), industriel, administrateur délégué de la SA Amieux Frères, marié avec Germaine Amieux
- Paul Merlant (1895-1916), mort pour la France[5]
- Maurice Merlant (1896-1983), poète, marié avec Luce Caillé
- Suzanne Merlant (1898-1975), mariée avec Robert Bureau
- Yvonne Merlant (1900-1995).

Francis Merlant meurt à Nantes alors qu'il a 75 ans, le 16 juin 1938. Son domicile est alors situé au no 37 de l'avenue Camus. Il est enterré au cimetière Miséricorde trois jours plus tard (carré AV, allée est).

## Mandats à la chambre des députés
- 1er juin 1924 - 31 mai 1928[1] : Loire-Inférieure - Union républicaine démocratique
- 1er juin 1928 - 31 mai 1932[1] : Loire-Inférieure - Union républicaine démocratique
- 1er juin 1932 - 31 mai 1936[1] : Loire-Inférieure - Députés du centre républicain

## Hommages
Une rue de Nantes a été baptisée rue Francis-Merlant (quartier Monselet).

## Publications
- Avant le bal, monologue, Paris, E. Dentu, 1886, 14 p.
- Erdra, légende de l'Erdre, Nantes, L. Mellinet, 1890, 15 p.
- Rapport de la Commission des prix de la Société académique de Nantes sur le concours de l'année 1890, Nantes, L. Mellinet, 1890, 12 p.
- Rapport sur l'organisation de l'enseignement technique en Belgique, Paris, Ministère du Commerce, de l'industrie, des postes et des télégraphes, 1898, 119 p.